# Club Atlético Independiente 1973
Questa voce raccoglie le informazioni riguardanti il Club Atlético Independiente nelle competizioni ufficiali della stagione 1973.

## Stagione
Il Metropolitano 1973 vede l'Independiente condurre un buon campionato, che si conclude con il 4º posto complessivo, con 38 punti raccolti in 32 gare giocate. Nel Nacional, invece, non va oltre il 7º posto nel proprio girone, il B, e non si qualifica quindi al gruppo per il titolo, ristretto alle prime due di ciascun gruppo. Tre sono i titoli internazionali: Libertadores, Intercontinentale e Interamericana. In Coppa Libertadores l'Independiente, vincitore del trofeo nell'edizione precedente, viene direttamente ammessa ai gironi di semifinale. Viene dunque incluso nel gruppo 1 con San Lorenzo e Millonarios (formazione colombiana di Bogotà); la squadra dalla maglia rossa ottiene 2 vittorie, 1 pareggio e 1 sconfitta e, in virtù dei suoi 5 punti, si qualifica con la finale, dove affronta il vincitore del gruppo 2, il sodalizio cileno del Colo-Colo. Si rendono necessarie tre partite per definire la formazione vincitrice, che si rivela essere l'Independiente grazie al successo 2-1 nello spareggio di Montevideo. In Coppa Intercontinentale gli avversari sono gli italiani della Juventus: il gol di Bochini, all'80º, permise all'Independiente di vincere il trofeo per la prima volta nella sua storia. La Coppa Interamericana contrappone all'Independiente la squadra honduregna dell'Olimpia: gli argentini vincono sia all'andata che al ritorno, e si assicurano il titolo.

## Maglie e sponsor
| Manica sinistra · Maglietta · Maglietta · Manica destra · Pantaloncini · Calzettoni |

## Rosa
| N. |                      | Ruolo | Calciatore           |
| -- | -------------------- | ----- | -------------------- |
|    | Argentina (bandiera) | P     | Carlos Gay           |
|    | Argentina (bandiera) | P     | Esteban Pogany       |
|    | Argentina (bandiera) | P     | Miguel Ángel Santoro |
|    | Argentina (bandiera) | D     | Hugo Abdala          |
|    | Uruguay (bandiera)   | D     | Líber Arispe         |
|    | Argentina (bandiera) | D     | Osvaldo Carrica      |
|    | Argentina (bandiera) | D     | Daniel Cuiña         |
|    | Uruguay (bandiera)   | D     | Luis Garisto         |
|    | Argentina (bandiera) | D     | Carmelo Giuliano     |
|    | Argentina (bandiera) | D     | Miguel Ángel López   |
|    | Uruguay (bandiera)   | D     | Ricardo Pavoni       |
|    | Argentina (bandiera) | D     | Francisco Sá         |
|    | Argentina (bandiera) | D     | Alejandro Semenewicz |
|    | Argentina (bandiera) | C     | Roberto Capellán     |
|    | Argentina (bandiera) | C     | Daniel Bertoni       |
|    | Argentina (bandiera) | C     | Ricardo Bochini      |
|    | Argentina (bandiera) | C     | Eduardo Commisso     |

| N. |                      | Ruolo | Calciatore             |
| -- | -------------------- | ----- | ---------------------- |
|    | Argentina (bandiera) | C     | Rubén Galván           |
|    | Argentina (bandiera) | C     | Héctor Martínez        |
|    | Argentina (bandiera) | C     | Dante Mircoli          |
|    | Argentina (bandiera) | C     | Víctor Palomba         |
|    | Argentina (bandiera) | C     | José Pastoriza         |
|    | Argentina (bandiera) | C     | Miguel Ángel Raimondo  |
|    | Argentina (bandiera) | C     | Hugo Saggioratto       |
|    | Argentina (bandiera) | C     | Raúl Silva             |
|    | Argentina (bandiera) | A     | Agustín Balbuena       |
|    | Argentina (bandiera) | A     | Miguel Ángel Giachello |
|    | Argentina (bandiera) | A     | Luis Giribet           |
|    | Argentina (bandiera) | A     | Manuel Magán           |
|    | Argentina (bandiera) | A     | Eduardo Maglioni       |
|    | Argentina (bandiera) | A     | Eduardo Méndez         |
|    | Argentina (bandiera) | A     | Mario Mendoza          |
|    | Argentina (bandiera) | A     | Ricardo Ruiz Moreno    |

## Statistiche

### Statistiche di squadra
| Competizione               | Punti | Totale | Totale | Totale | Totale | Totale | Totale |
| Competizione               | Punti | G      | V      | N      | P      | Gf     | Gs     |
| -------------------------- | ----- | ------ | ------ | ------ | ------ | ------ | ------ |
| Campionato - Metropolitano | 38    | 32     | 15     | 8      | 9      | 32     | 38     |
| Campionato - Nacional      | 16    | 15     | 6      | 4      | 5      | 21     | 16     |
| Libertadores               | 8     | 7      | 3      | 3      | 1      | 8      | 5      |
| Totale                     | 62    | 54     | 24     | 15     | 15     | 61     | 59     |